# Attilio Cubeddu
Attilio Cubeddu (prononciation italienne : [atˈtiːljo kuˈbɛddu], sarde : [kuˈβeɖːu] ; né le 2 mars 1947) est un criminel sarde qui était membre d'Anonima sarda. Depuis 1997, il figure sur la liste des fugitifs les plus recherchés en Italie par le ministère de l'Intérieur, suite à son évasion de la prison de Badu 'e Carros à Nuoro, où il était détenu pour meurtre, blessures graves et enlèvement. En 1998, l'enquête a été étendue au niveau international en vue de son extradition.

## Biographie

### Jeunesse
Attilio Cubeddu né à Arzana, dans l'actuelle province de l'Ogliastra (Sardaigne) le 2 mars 1947, il était connu dès son plus jeune âge des services de police pour son casier judiciaire. 

### Carrière criminel
Il avait participé à l'enlèvement de Cristina Peruzzi à Montepulciano en 1981 et de Ludovica Rangoni Macchiavelli et Patrizia Bauer à Bologne en 1983. Il fut arrêté en avril 1984 à Riccione et condamné à 30 ans de prison. En prison, il se comporta comme un détenu modèle, obtenant de nombreuses permissions de sortie.

#### Cavale
Lors d'une de ces permissions, accordée en janvier 1997, il n'est pas retourné en prison et s'est caché.
En juin 1997 été impliqué dans l'enlèvement de Giuseppe Soffiantini, un entrepreneur textile de Brescia (il était le gardien de l'otage) et dans le meurtre du policier Samuele Donatoni, crimes pour lesquels il a été condamné respectivement à la réclusion à perpétuité et à 30 ans en 2002.
Il était fortement soupçonné de l'enlèvement de Silvia Melis en 1997, bien qu'il n'ait jamais été formellement inculpé.
Cependant, en juin 2012, L'Unione Sarda a rapporté qu'il avait été vu dans les montagnes du Gennargentu en Sardaigne. Selon les enquêteurs, le fugitif pourrait bénéficier de la protection de sa famille et de ses amis.